# Charkeia
Charkeia o Chartzia (in greco Χαρκεια/Χάρτζια?; in turco Karaağaç) è un villaggio di Cipro. È sotto il controllo de facto di Cipro del Nord, dove appartiene al distretto di Girne, mentre de iure appartiene al distretto di Kyrenia della Repubblica di Cipro. È sempre stato un villaggio a maggioranza greco-cipriota, anche se fino al 1921 vi vivevano alcune famiglie turco-cipriote. Nel 1974, il villaggio era abitato esclusivamente da greco-ciprioti. 
La sua popolazione nel 2011 era di 87 abitanti.

## Geografia fisica
Il villaggio è situato sulle pendici settentrionali della catena montuosa di Kyrenia, tre chilometri a sud-ovest di Agios Amvrosios/Esentepe.

## Origini del nome
Secondo Goodwin, il nome è una versione corrotta di Khalkia, che in greco significa "officine per il rame". Nel 1976 i turco-ciprioti cambiarono il nome in Karaağaç, che significa "albero nero". Questo nome fu portato dagli sfollati turco-ciprioti di Pelathousa che vi si erano reinsediati nel settembre 1975. Karaağaç era il nome turco di Pelathousa.

## Monumenti e luoghi di interesse

### Siti archeologici

#### Tombe romane
Si ritiene che in epoca romana Cipro e questa regione fossero più popolate di oggi. Nel territorio del villaggio ci sono tombe bizantine ben conservate. I gradini di pietra conducono a otto camere sotterranee, tutte scavate nella roccia solida con una precisione notevole per i rozzi strumenti di allora. L'architettura delle tombe è esattamente la stessa delle catacombe di Kyrenia, con segni di utensili simili visibili sopra l'ingresso ad arco. Qui si trovano numerose altre tombe, i cui ingressi sono nascosti dall'arbusto sempreverde chiamato "Skinia" e bloccati da grandi pietre. Questa necropoli è un segno sicuro di una vicina città bizantina.
Proseguendo verso il mare si incontrano campi con cumuli di pietre, o ammucchiate a formare confini fra i campi, e un attento esame rivela che devono provenire da edifici. Qui ci sono diverse cave antiche il cui materiale è stato utilizzato per edificare piccole case rettangolari. Alla periferia dell'antica città tra le cave e un'insenatura c'è un piccolo appezzamento di terra pianeggiante cosparso di pietre e masse di cocci di ceramica di tutte le epoche, da quella bizantina a quella medievale, fino agli anni quaranta del Novecento. La teoria dell'occupazione continua dall'epoca romana a quella medievale è supportata dalla presenza di un'altra necropoli, di tipo diverso, vicino alle scogliere a est. Qui ci sono cumuli di pietre nascoste da cespugli di "skinia", con qua e là pietre scolpite che sembrano essere di data molto più tarda, ma non si tratta di catacombe. Chi visita il sito nota sempre la grande quantità di cocci di ceramica che si trovano nei campi. Questo perché solo negli ultimi cinquant'anni il villaggio ha ottenuto un acquedotto. In passato, tutta l'acqua doveva essere trasportata in vasi di terracotta e l'industria della ceramica del villaggio era molto importante, ma ora è diventata un'attività turistica.

## Società

### Evoluzione demografica
Secondo il censimento ottomano del 1831, i musulmani costituivano quasi il 40% della popolazione. Circa dieci anni dopo l'inizio dell'amministrazione britannica nell'isola, questo numero scese al 13,8%. Nel 1921 nel villaggio viveva un solo turco-cipriota. Nel 1960, quando l'isola ottenne l'indipendenza, a parte due turco-ciprioti, i greco-ciprioti costituivano gli unici abitanti del villaggio.
A causa delle lotte intercomunitarie, nel gennaio 1964 i due turco-ciprioti rimasti abbandonarono il villaggio e si rifugiarono nel villaggio di Kornokipos/Görneç.
Lo sfollamento di tutti i greco-ciprioti da questo villaggio avvenne nel 1974, quando essi fuggirono dall'esercito turco in avanzata nel mese di luglio e cercarono rifugio a sud. Attualmente i greco-ciprioti di Charkeia sono sparsi in tutto il Sud dell'isola. Il numero stimato di greco-ciprioti di questo villaggio sfollati nel 1974 è di circa 560 (553 nel censimento del 1973).
Dopo lo sfollamento degli abitanti greco-ciprioti del villaggio nel 1974, il villaggio è stato ripopolato da sfollati turco-ciprioti provenienti da Pelathousa/Karaağaç, un villaggio nel distretto di Paphos. Dal 1990, molti cittadini europei hanno acquistato proprietà nelle vicinanze del villaggio. Secondo il censimento del 2006, la popolazione de jure del villaggio era di 264 abitanti. Tuttavia, questo numero aumenta durante la stagione estiva a causa delle nuove case di vacanza che sono state costruite vicino al villaggio, e anche a causa del gran numero di abitanti di Charkeia/Karaağaç che lavorano e vivono normalmente nelle città ma mantengono le loro case nel villaggio.